# ریال عمان
ریال عمان یکای پول رایج کشور عمان است که به هزار پیسه (به عربی: بیسة) تقسیم می‌شود. کد ایزو ۴۲۱۷ ریال عمان OMR است. 
ریال عمان، جزء ده پول قدرتمند دنیا در سال 2023 معرفی شده است.

## تاریخچه
تا سال ۱۹۴۰ میلادی روپیه هند یکای پول رایج در سلطان‌نشین مسقط و عمان بود. از سال ۱۹۴۰ در استان ظفار و از ۱۹۴۶ در سراسر عمان سکه‌هایی به نام پیسه (به عربی: بیسة) ضرب و منتشر شد. روپیه خلیج فارس و روپیه هند همچنان رایج بودند. در تاریخ ۶ ژوئن ۱۹۶۶ هند بر آن شد تا ارزش روپیه خلیج فارس را نسبت به روپیه هند کاهش دهد. سرزمین‌هایی که از روپیه خلیج فارس بهره می‌بردند این کاهش را نپذیرفته دست به استفاده از ارزهای دیگر زدند؛ هرچند عمان آن را تا سال ۱۹۷۰ با یاری تثبیت پوند استرلینگ به کار می‌برد.
در تاریخ ۷ مه ۱۹۷۰ از ریال سعیدی (با نامی برگرفته از آل بوسعید) به عنوان یکای پول ملی رونمایی شد. ریال سعیدی در ۱۱ نوامبر ۱۹۷۲ با ریال عمان جایگزین شد. ریال عمان از تاریخ رونمایی تاکنون با دلار آمریکا تثبیت می‌شود.

## سکه‌ها
با اعلام لغو ارزش سکه‌های ربع و نیم ریال و همچنین ۱۰۰ پیسه در ۲۰ مه ۲۰۲۰ تنها سکه‌های ۵، ۱۰، ۲۵ و ۵۰ پیسه‌ای در گردش خواهند ماند. در اوت ۲۰۲۰ سری تازه این چهار سکه با نام هیثم بن طارق آل سعید، سلطان جدید عمان بر روی آنها ضرب شد.

## اسکناس‌ها
| سری ۱۹۹۵                 | سری ۱۹۹۵ | سری ۱۹۹۵ | سری ۱۹۹۵               | سری ۱۹۹۵                                              | سری ۱۹۹۵                                                              |
| نگاره                    | نگاره    | بها      | رنگ                    | شرح                                                   | شرح                                                                   |
| رو                       | پشت      | بها      | رنگ                    | رو                                                    | پشت                                                                   |
| ------------------------ | -------- | -------- | ---------------------- | ----------------------------------------------------- | --------------------------------------------------------------------- |
|                          |          | ۱۰۰ پیسه | سبز                    | قابوس بن سعید، کانال آبیاری                           | عقاب ورو، تیزشاخ عربی                                                 |
|                          |          | ۲۰۰ پیسه | آبی                    | قابوس بن سعید، فرودگاه صلاله و فرودگاه بین‌المللی مسقط | مرکز شیلات و مطالعات دریایی، بندر قابوس، مطرح                         |
|                          |          | ۱⁄۲ ریال | ارغوانی مایل به قهوه‌ای | قابوس بن سعید، دژ بهلا                                | قلعه حزم، قلعه نخل                                                    |
|                          |          | ۱ ریال   | ارغوانی                | قابوس بن سعید، مجموعه ورزشی سلطان قابوس               | خنجر عمانی، دستبند و زیورآلات نقره‌ای، جهاز                            |
|                          |          | ۵ ریال   | نارنجی و قرمز          |                                                       |                                                                       |
|                          |          | ۱۰ ریال  | قهوه‌ای                 |                                                       |                                                                       |
|                          |          | ۲۰ ریال  | سبز                    |                                                       |                                                                       |
|                          |          | ۵۰ ریال  | صورتی و بنفش           |                                                       |                                                                       |
| سری ۲۰۰۵ / ۳۵مین روز ملی |          |          |                        |                                                       |                                                                       |
|                          |          | ۱ ریال   | صورتی و بنفش           | قابوس بن سعید، نشان ملی                               | ناو، فلامینگو، دستبند و زیورآلات نقره‌ای بلوچی، مناره مسجد، قلعه جلالی |
| سری ۲۰۱۰ / ۴۰مین روز ملی |          |          |                        |                                                       |                                                                       |
|                          |          | ۵ ریال   | قرمز                   | قابوس بن سعید، دانشگاه سلطان قابوس عمان               | نزوی                                                                  |
|                          |          | ۱۰ ریال  | قهوه‌ای                 | قابوس بن سعید، برج النهده                             | قلعه مطرح                                                             |
|                          |          | ۲۰ ریال  | آبی                    | قابوس بن سعید، مسجد جامع سلطان قابوس                  | تالار اپرای سلطنتی مسقط                                               |
|                          |          | ۵۰ ریال  | صورتی و ارغوانی        | قابوس بن سعید، وزارت اقتصاد و دارایی                  | وزارت اقتصاد و دارایی                                                 |

| سری ۲۰۱۵ / ۴۵مین روز ملی | سری ۲۰۱۵ / ۴۵مین روز ملی | سری ۲۰۱۵ / ۴۵مین روز ملی | سری ۲۰۱۵ / ۴۵مین روز ملی | سری ۲۰۱۵ / ۴۵مین روز ملی                          | سری ۲۰۱۵ / ۴۵مین روز ملی |
| نگاره                    | نگاره                    | بها                      | رنگ                      | شرح                                               | شرح                      |
| رو                       | پشت                      | بها                      | رنگ                      | رو                                                | پشت                      |
| ------------------------ | ------------------------ | ------------------------ | ------------------------ | ------------------------------------------------- | ------------------------ |
|                          |                          | ۱ ریال                   | ارغوانی                  | قابوس بن سعید، دانشگاه سلطان قابوس عمان، نشان ملی | دانشگاه سلطان قابوس عمان |

| سری ۲۰۲۰ | سری ۲۰۲۰ | سری ۲۰۲۰ | سری ۲۰۲۰      | سری ۲۰۲۰                                              | سری ۲۰۲۰                                                                    |
| نگاره    | نگاره    | بها      | رنگ           | شرح                                                   | شرح                                                                         |
| رو       | پشت      | بها      | رنگ           | رو                                                    | پشت                                                                         |
| -------- | -------- | -------- | ------------- | ----------------------------------------------------- | --------------------------------------------------------------------------- |
|          |          | ۱۰۰ پیسه | قهوه‌ای        | جبل اخضر، نشان ملی                                    | درخت نارگیل (استان ظفار)، افلاج (استان شرقیه جنوبی)                         |
|          |          | ۱⁄۲ ریال | سبز           | عین خور (استان ظفار)، صمغ کندر (استان ظفار)، نشان ملی | پلنگ عربی (استان ظفار)، شاهین دودی (استان مسقط و استان باطنه جنوبی)         |
|          |          | ۱ ریال   | قرمز          | موزه عمان در گذر تاریخ (استان داخلیه)، نشان ملی       | کاخ خصب (استان مسندم)، دره عین (استان ظاهره)، تبر (استان مسندم)، خنجر عمانی |
|          |          | ۵ ریال   | صورتی و قرمز  | هیثم بن طارق آل سعید، دانشگاه سلطان قابوس عمان        | تالار اپرای سلطنتی مسقط                                                     |
|          |          | ۱۰ ریال  | قهوه‌ای        | هیثم بن طارق آل سعید، مسجد جامع سلطان قابوس           | بوستان باستان‌شناسی البلید، مسجد                                             |
|          |          | ۲۰ ریال  | آبی           | هیثم بن طارق آل سعید، فرودگاه بین‌المللی مسقط          | آزادراه باطنه، بندر صنعتی صحار، فرودگاه صلاله                               |
|          |          | ۵۰ ریال  | سبز و خاکستری | قابوس بن سعید، بانک مرکزی عمان، نشان ملی              | دادگاه عالی، وزارت اقتصاد و دارایی                                          |

## کشورهای دیگر که ریال یکای پول آن‌ها است
| نام کشور      | یکای پول |
| ------------- | -------- |
| ایران         | ریال     |
| عربستان سعودی | ریال     |
| عمان          | ریال     |
| قطر           | ریال     |
| یمن           | ریال     |
| کامبوج        | ریل      |
| برزیل         | رئال     |